# Incident aux chutes Victoria

Incident aux chutes Victoria (Incident at Victoria Falls) est un téléfilm britannique réalisé par Bill Corcoran, diffusé en 1992 au Canada et aux États-Unis. En France, ce téléfilm a été édité pour la première fois en 2013 par Showshank Films (au format DVD) en version sous-titrée accompagnée d'un doublage français réalisé pour la première diffusion du téléfilm au Québec.
Incident aux chutes Victoria est le second volet d'une série de deux téléfilms mettant en scène Christopher Lee et Patrick MacNee dans les rôles respectifs de Sherlock Holmes et du Docteur Watson, après Sherlock Holmes et la Diva (1991). Après leur diffusion, les deux films ont d'abord été édités en VHS sous une forme écourtée (en territoire anglophone uniquement), avant de connaître des rééditions intégrales en DVD.
L'intrigue se déroule en 1910 dans les colonies britanniques du sud de l'Afrique (notamment aux chutes Victoria), où Holmes mène une enquête liée au diamant nommé « l'Étoile d'Afrique ». Le cadre africain est une rareté dans les pastiches et adaptations filmées des enquêtes de Sherlock Holmes.

## Intrigue

### Partie 1
En 1910, Sherlock Holmes, sur le point de partir à la retraite, est contacté par son frère Mycroft pour remplir une mission d'importance pour le roi Edward. Ce dernier lui apprend que L'Étoile d'Afrique, un diamant précieux, doit être ramenée en Angleterre depuis la colonie du Cap où elle a été trouvée par des colons. Le transport étant risqué à cause de revendications sur sa propriété, Holmes est chargé de protéger le joyau en l'échangeant contre une réplique alors qu'il gardera discrètement le vrai diamant avec lui pendant le trajet.
Holmes et Watson s'embarquent pour le Cap, et rencontrent sur le bateau et sur place différents personnages historiques, dont Lillie Langtry (actrice) sur le bateau, Alfred Milner (gouverneur de la colonie) et l'ingénieur italien Guglielmo Marconi (prix Nobel de physique en 1909 pour ses travaux sur le télégraphe sans fil). Le directeur de l'hôtel, Stanley Bullard, fait quant à lui un peu d'holmésologie en faisant remarquer à Watson que son récit Wisteria Lodge se situe en 1892 en plein « Grand Hiatus » et que cela est impossible. À la suite de ces rencontres, Alfred Milner montre à Holmes le véritable diamant et lui explique comment l'échange entre le vrai et le faux diamant devra être effectué discrètement deux jours plus tard, puis range à nouveau le vrai diamant dans le coffre.
Peu de temps après, deux individus d'origine indienne complotent et organisent avec succès le vol du diamant avec des complices, en découpant le coffre par un côté. Le vol est découvert peu après. L'un des deux Indiens, Ram Dhulup, qui a ouvert le coffre mais ne dirigeait pas l'opération, est retrouvé assassiné dans le coffre (le spectateur omniscient sait qu'il a été tué car il demandait sa part du butin). Holmes débute immédiatement l'enquête pour retrouver le diamant volé, alors qu'il ne possède toujours que la copie. Une enquête officielle, menée par un inspecteur incompétent nommé Van Meer (équivalent de Lestrade), ne mène à rien.
Holmes pense rapidement que le directeur de l'hôtel Stanley Bullard est suspect, car celui-ci ment sur son passé. Watson est chargé de suivre ses faits et gestes, mais la filature ne mène qu'à de fausses pistes. Lors d'un dîner avec Lillie Langtry, Holmes lui révèle qu'il serait toujours en possession du véritable diamant, qu'il aurait échangé la veille avec le faux sans qu'Alfred Milner ne s'en rende compte (les voleurs se seraient donc emparé de la réplique). Lillie Langtry, qui est l'amante de Stanley Bullard, lui répète l'information. En rentrant chez lui, Holmes surprend Bullard en train de cambrioler son appartement pour s'emparer du précieux joyau. Watson tient en joue le cambrioleur tandis que Holmes démontre que le nom de Bullard est la fausse identité du cambrioleur A.J. Raffles. Le détective vérifie que le diamant est toujours à sa place dans sa cachette, ce qui est le cas, mais affirme, contrairement à ce qu'il a dit à Lillie Lagtry plus tôt dans la soirée, que cet exemplaire est bien le faux diamant et non le vrai, qui a bel et bien été volé dans le coffre. Van Meer arrive à son tour et emprisonne immédiatement Raffles. Le spectateur ne peut pas savoir si Holmes bluffe ou non en affirmant que le diamant en sa possession est le vrai ou le faux étant donné ses déclarations contradictoires à Langtry et à Raffles.
Holmes continue son enquête pour retrouver le vrai diamant, synonyme qu'il ne possède toujours que le faux diamant. Le détective apprend, en se rendant dans la maison de Ram Dhulup, qu'il avait acheté un billet de train pour les chutes Victoria, probablement pour voyager avec l'autre voleur du diamant avec qui il était associé. Holmes décide de prendre ce train pour arrêter le voleur : une course-poursuite en carriole lui permet de rattraper le train et de monter à bord. Holmes dispose du billet de train de Dhulup qui porte le n°16 et Watson a acheté le n°17, ainsi l'autre voleur qui a acheté son billet en même temps que Dhulup doit posséder le n°15. Holmes découvre un premier passager suspect, qui se révèle être l'ancien président Theodore Roosevelt, puis découvre finalement trop tard que le possesseur du billet n°15 était Chandra Sen, tout juste assassiné à bord du train. Holmes avait déjà vu Sen auparavant en compagnie d'une jeune Indienne de haut rang, maharani de Jabbapore. La maharani se trouve elle-même dans le train et semble courtisée par un marchand grec, Mavropoulos. Aucun diamant n'est retrouvé dans le compartiment de Sen.

### Partie 2
A bord du train qui circule désormais en Rhodésie, Holmes essaie de trouver le meurtrier de Sen qui doit posséder le fameux diamant. Il note que la maharani n'est pas une Brahmane comme elle prétend l'être, mais une intouchable. Encore une fois, l'enquête officielle se trompe en accusant un petit Noir qui parvient à s'enfuir lors de l'arrivée aux chutes Victoria.
Watson retrouve sur place un ancien compagnon de la bataille de Maiwand, qui lui explique que l'Étoile d'Afrique avait, à l'origine, été retrouvée par un soldat nommé Morrison, dont le fils James Morrison est à bord du train avec sa fiancée. Holmes télégraphie à Lestrade pour avoir des informations sur les trois suspects : la jeune Indienne, Mavropoulos, et James Morrison.
Les relations entre l'Indienne et Mavropoulos sont orageuses. Ce dernier veut l'épouser, et menace de révéler publiquement son rang d'intouchable si elle refuse. Mavropoulos est retrouvé assassiné peu de temps après : l'Indienne est la principale suspecte. L'enquête suit néanmoins deux fausses pistes, en soupçonnant d'abord le majordome Noir de l'hôtel, qui tend un piège dans la forêt dans lequel Watson tombe avec un cobra, puis en soupçonnant l'ancien président Roosevelt lui-même, que Watson imagine utiliser une fausse identité, mais se trompe.
Holmes découvre que l'Indienne et James Morrison ont une liaison cachée. Le spectateur omniscient sait que ce couple officieux tente de mettre la main sur le diamant, donc que ni l'un ni l'autre ne le possède. Grâce aux connaissances techniques de Marconi, Holmes parvient à recevoir la réponse de Lestrade qui l'informe que Morrison, Sen et Mavropoulos avaient été volés à des jeux d'argent par un escroc portugais nommé Moraga Bantini. Holmes parvient par ailleurs à comprendre que le père de Morrison, qui avait trouvé le diamant, aurait en réalité trouvé bien d'autres richesses en même temps et les aurait cachées sur place en indiquant à son fils comment les retrouver dans un livre légué en testament.
La fiancée de James Morrison est assassinée par une fléchette empoisonnée tirée d'une sarbacane, visiblement dans le but d'intimider James. Cette intimidation n'arrête pas Morrison pour autant. Avec l'Indienne, il part de nuit et découvre la cachette du trésor conservé par son père. Holmes et Watson suivent les deux amants et les retrouvent dans la cachette où un Matabélé, veillant sur le trésor, les a pris au piège. Celui-ci met le feu à des barils de poudre pour organiser un éboulement. Seuls Holmes et Watson survivent, après avoir pu apprendre que Mavropoulos avait tué Sen dans le train pour s'emparer du diamant.
De retour à l'hôtel, Holmes et Watson apprennent la mort du roi d'Angleterre. Les quelques voyageurs de l'expédition, parmi lesquels se trouve forcément le voleur du diamant, sont tous repartis en bateau pour les funérailles. Holmes et Watson parviennent à s'embarquer sur le bateau suivant. Holmes comprend que c'est l'escroc portugais Bantini qui a tué Mavropoulos pour s'emparer du diamant, et qui utilise une fausse identité depuis le début de l'intrigue. Arrivé en Angleterre aux funérailles, Holmes fait arrêter Guglielmo Marconi, qui était la fausse identité de Bantini pour dissimuler son accent d'Europe du Sud. Le diamant était caché dans sa caméra de touriste. L'affaire est résolue.
Un ultime rebondissement survient néanmoins au 221B Baker Street, lorsque Mycroft annonce à Sherlock Holmes que le diamant qu'il a remis au roi était le faux diamant. Holmes sort alors le vrai diamant qu'il avait avec lui et le remet à son frère. L'ambiguïté de ce retournement est volontairement laissé sans solution claire : Holmes peut avoir retrouvé le véritable diamant dans la caméra de Marconi/Bantini et avoir remis à Lestrade le faux diamant qu'il possédait toujours avec lui depuis le début (les voleurs auraient ainsi volé le vrai diamant), ou Holmes peut avoir échangé les diamants lors de la présentation du joyau en présence d'Alfred Milner au début de l'intrigue. Dans ce deuxième cas de figure, Holmes aurait eu en sa possession le véritable joyau pendant toute l'enquête, et n'aurait fait que simuler son désir de retrouver les voleurs pour être plus crédible. C'est cette deuxième situation qui semble être la vérité, étant donné le dialogue entre Holmes et Milner lorsque Holmes lui rend le joyau en début d'intrigue après examen : « - Oui, mais lequel est le vrai diamant ? - Celui-ci. - En êtes-vous sûr ? - Autant que la pluie prochaine. - Il n'a pas plu depuis des mois. - Justement. »

## Fiche technique
- Titre français : Incident aux chutes Victoria
- Titre original : Incident at Victoria Falls
- Réalisateur : Bill Corcoran
- Producteur exécutif : Harry Alan Towers
- Scénario : Gerry O'Hara
- Pays d'origine : Grande-Bretagne
- Durée : 180 minutes (2 × 90 minutes)

## Distribution
- Christopher Lee : Sherlock Holmes (VF : Jean Topart)
- Patrick MacNee : Docteur Watson (VF: Jean Berger)
- Jenny Seagrove : Lillie Langtry
- Joss Ackland : Édouard VII du Royaume-Uni
- Claude Akins : Theodore Roosevelt
- Steven Gurney : Guglielmo Marconi